# Stadskonduktör
En stadskonduktör var en lantmätare på 1600-, 1700-, 1800- och första hälften av 1900-talet som skulle försöka att städa upp i gränstvister i stadskommunerna i Norge.
Till att börja med motsvarade stadskonduktörens arbete det arbete som amtskonduktörerna utförde i distriktet. Efter att arronderingslagen kom 1857, blev stadskonduktörens uppgift att skapa certifikat över egendomarna i stadskommunerna. Stadskonduktören var som regel akademiskt utbildad. Han talade med parterna för att mötas i marken och påvisa gränserna. Parterna medtog äldre dokument och vittnen for att bevisa sina påståenden. Stadskonduktören var normalt inte anställd av kommunen, men hade ett avtal med kommunen när det gällde mätningar och gränsfall. Arbetet som han utförde, fakturerade han direkt till grunderna. 
Den första norska stadskonduktören var Christian H. Grosch, som 1827 tilldelades befattningen som Christianias stadskonduktör. Befattningen upprättades 1713, men hade inte blivit besatt. I början blev plikterna överförda till stadens brandmästare, som mätte upp tomterna. Senare blev tillsyn vid nybygge och utsättning av tomter överförda til underfogden.
1832 blev Ole Peter Riis Høegh utnämnd till stadskonduktör i Bergen. Høegh tillträdde för övrigt inte stadskonduktörsbefattningen i Bergen förrän 1835.